# 本間俊彦
本間 俊彦（ほんま としひこ、1976年〈昭和51年〉6月2日 - ）は、山形県酒田市出身のフリーランスの放送作家。

## 人物・経歴
幼少の頃に読んだ藤子不二雄の作品に憧れて漫画家を目指していた。
- 1989年冬 - D'ERLANGERの楽曲でロックバンドにハマり、自身もコピーバンドを結成。
- 1994年 - 山形県立酒田商業高等学校卒業後、日本工学院八王子専門学校に進学し上京。
- 1996年 - ラジオ番組制作会社ラジオプレスに所属し、『aikoの@llnightnippon.com』で放送作家兼デスクとしてデビュー。
- 2002年11月 - 『西川貴教のallnightnippon SUPER!』内で放送された、ネット局向けミニ番組『本間兎死彦のallnightmarenippon 狂おしき天使たちのシークレットガーデン』にてラジオパーソナリティとしてデビューするが、第2回をもって終了。
- 2005年12月 - ポッドキャスト番組『激ウラ!!西川貴教のオールナイトニッポン』にて、レギュラー番組のパーソナリティを担当。
- 2006年5月 - ポッドキャスト番組『石川・ホンマ・ぶるんのBe-side Your Life』にて、レギュラー番組のパーソナリティを担当。

ヴィジュアル系バンド・女性アイドルグループを愛好している。録音の回（番組では、ロックオンと呼称）には西川貴教と2人でビジュアル系（傷ついた天使が羽を休めてる系）について語り合ったこともある。カフを上げずにしゃべり出すことも多く、西川によく怒られていた。

## キャラクター
話が下手で、いじられやすいことなどから、駄目人間キャラクターとして扱われることが多い。
『西川貴教のオールナイトニッポン』では、本間くん・本間さんの愛称で親しまれ、数々のレイヴ（主に番組スタッフが犠牲となる過激な罰ゲーム）を受けたことで知られる。2002年、本人の許可なしに自宅の家財道具一式をフジテレビジョンメディアタワービル25階（当時のニッポン放送社屋）に運ばれた「引越しレイヴ」が有名。体中にマジックで落書きされたりと、放送とはまったく関係のないところでレイヴを受けたこともある。
ロックバンド「Lunch in Tika」では木間一（きまはじめ）、もしくはKima Hazime名義でギターを担当していたが、2009年6月に解散。なお、本人は「自分は木間一と別人であり、メル友である。」と述べている。

## エピソード
- 小（酒田市立亀城小学校）・中（酒田市立第三中学校）・高のニックネームは「ビュー」。
- 知ってる?24時。でロックバンドを結成しようとしたが、当時パーソナリティだった上田晋也が辞める直前だったので、番組リニューアルと同時にロックバンド結成はフェードアウトしてしまった。
- 『西川貴教のオールナイトニッポン』やニッポン放送 ポッドキャスティングステーションの『激ウラ!!西川貴教のオールナイトニッポン』内でよく話していた「アゲアゲでいきましょうよ!」「アゲアゲで行くに決まってんだろ!」は、番組内で流行語となった。
- 『福澤朗ラヂオ☆スター リラックス』ではコント構成の傍ら、同番組のディレクター石田誠（本間の2003年当時のロックバンドにも参加）とともにコントに出演していた。しかし演技力に乏しく、台詞を頻繁に間違えたり噛んだりするため、福澤朗からはコントコーナーを行うたびに呆れられていた。
- 『くりぃむしちゅーのオールナイトニッポン』では「ゴミメガネ」の愛称でリスナーから親しまれていた。同番組で女性ミキサー大城英子（後述の上田義塾のメンバー）と漫才をさせられたが、笑わせどころが分かっていない漫才をやってしまい、相方の大城からも「お前は本当にゴミだ」という評価を受けていた。
- 2007年6月にアフロヘアーにした。
- くりぃむしちゅーのANNでは、上田の提案により2008年春から放送中は奇妙な女装をすることになり、特別番組で番組が復活した際にもそれを行っている。上田や有田からは「ユニセックスをはき違えている」と言われていた。
- くりぃむしちゅーのANNにおいて、有田が女性に対して不信感を持っているという体のネタのため、本間の写真を待受画像にすることを提案した。女性に騙されそうになった際、本間の写真を見ることで「どんな女性もゴミなんだ」と思えるようにするためである。有田の考えに賛同するリスナーや本間の待ち受けが欲しいリスナーはメールを送るように促され、番組にメールが殺到した。待ち受け希望のリスナーには、本間自ら待ち受け画面を添付したメールを一つ一つ返信した。件名は「ありうえ」や「ゴミ」となっていた。
- 上田ちゃんネル草野球チームの上田義塾の発足メンバー。右投げ右打ち、ポジションは主に遊撃手。上田義塾にいる本間に嫉妬した石川昭人やぶるんぶるん平田が、上田義塾に加入するきっかけにもなった人物。しかし、上田によると練習に1回も来ず、故障者リスト入りしたらしい。
- かつては眼鏡をかけていたが、レーシック手術を受けたため現在は眼鏡をかけていない。

## 担当番組
- 石川・ホンマ・ぶるんのBe-side Your Life - パーソナリティ
- コトブキツカサのオールナイトニッポンｉ- 構成作家

## 過去の番組
- aikoの@llnightnippon.com - 本番組で、放送作家としてデビュー
- しんドルパーラー
- TAKUIのallnightnippon-r
- In the Soup中尾諭介のallnightnippon-r
- ディスクガレージ中西健夫のallnightnippon-rLF+Rプロデューサーズタイム
- 知ってる?24時。 - 木曜担当。主にサブ作家。帯担当は2005年6月まで
- 目からウロコ!24
- 西川貴教のallnightnippon SUPER!
- 氣志團綾小路セロニアス翔のオールナイトニッポン - 非常勤サブ作家
- ポルノグラフィティのallnightnippon SUPER! - 編曲未経験アレンジャー・偽ak.honma
- 福澤朗ラヂオ☆スター リラックス - コント構成・出演
- SCHOOL OF LOCK!「氣志團LOCKS!」 - DJ OZMA出演部分の構成
- SalyuのオールナイトニッポンR スペシャルナイト
- 中川翔子のオールナイトニッポン(2008年9月1日)
- くりぃむしちゅーのオールナイトニッポン
- ますおかちゃんねる
- 三浦大知 D-ROCK STATION（JFN系）
- ジャンプ魂○○ラジオ
- BiSHのオールナイトニッポン0
- 西川貴教のイエノミ!!（2011 - 2017年、ドワンゴ・ニコニコ生放送） - 構成、演出

## 出演している番組
- 石川・ホンマ・ぶるんのBe-side Your Life

## 書籍
- 氣志團現象 RADIO★GIGS（構成アシスタント）